# The Young Visiters
The Young Visiters or Mister Salteena's Plan – powieść Daisy Ashford wydana w 1919. Opowiada o życiu wyższych sfer XIX-wiecznej Anglii. Autorka napisała ją w wieku 9 lat w zeszycie, tekst pełny jest zachowanych w wydaniach utworu błędów ortograficznych. W porównaniu z autografem w wydaniach utworu wprowadza się jednak akapity, zmienia się także tytuł utworu zapisany błędnie jako "Viseters". Powieść stała się wielkim sukcesem wydawniczym. Przedmowę do niej napisał znany twórca literatury dziecięcej J. M. Barrie. 
Daisy Ashford odnalazła manuskrypt powieści już jako dorosła osoba, w 1917 i ofiarowała go chorej przyjaciółce Margaret Mackenzie. Tekst przeszedł przez wiele rąk, by wreszcie trafić do Franka Swinertona, który pracował wtedy dla wydawnictwa Chatto and Windus. To za sprawą jego entuzjazmu dla juweniliów książka opublikowana została w niemal niezmienionej postaci.